# NGC 2095
NGC 2095 ist ein offener Sternhaufen im Sternbild Dorado in der Großen Magellanschen Wolke.
Das Objekt wurde am 20. Dezember 1835 von John Herschel entdeckt.